# 弘道
弘道（683年十二月）是唐高宗李治的使用时最後一個年號。共計1個月。由於弘道僅使用了一個月，所以有些唐朝文獻或歷史作品仍稱這個月為永淳二年。唐中宗李顯，即位時沿用。

## 改元
- 永淳二年——十二月四日，改元弘道元年；同一日，唐高宗去世。十二月十一日，唐中宗李顯繼位。[2][3][4][5][6]
- 弘道二年——正月一日，改元嗣聖元年。[3][5][7]

## 纪年
| 弘道 | 元年  |
| ---- | ----- |
| 公元 | 683年 |
| 干支 | 癸未  |

## 逝世
弘道元年
- 唐高宗李治

## 參看
- 中國年號索引

## 引用
1. ↑  李崇智，《中國歷代年號考》，第99頁。
2. ↑  劉昫.  . 维基文库.「〔永淳二年〕十二月己酉，詔改永淳二年為弘道元年。……是夕，帝崩於真觀殿，時年五十六。」
3. 1 2  劉昫.  . 维基文库.「弘道元年十二月丁巳，大帝崩，皇太子顯即位，尊天后為皇太后。……嗣聖元年春正月甲申朔，改元。」
4. ↑  歐陽脩.  . 维基文库.「〔弘道元年〕十二月丁巳，改元，大赦。是夕，皇帝崩于貞觀殿，年五十六。」
5. 1 2  歐陽脩.  . 维基文库.「弘道元年十二月，高宗崩，遺詔皇太子即皇帝位，軍國大務不決者，兼取天后進止。甲子，皇太子即皇帝位，尊后為皇太后，臨朝稱制。……光宅元年正月癸未，改元嗣聖。」
6. ↑  司馬光.  . 维基文库.「〔弘道元年〕十二月，丁巳，改元，赦天下。……是夜，召裴炎入，受遺詔輔政，上崩於貞觀殿。……甲子，中宗即位，尊天后為皇太后，政事咸取決焉。」
7. ↑  司馬光.  . 维基文库.「〔光宅元年〕春，正月，甲申朔，改元嗣聖，赦天下。」